# Radio Shopping Style
Radio Shopping Style（ラジオショッピングスタイル）は、ミュージックバード for コミュニティFMで2007年頃～2008年頃に放送されていた番組。当番組を視聴するには、ネットを行うコミュニティ放送局を経由で視聴する必要があった。

## 概要
ミュージックバードとしては初のラジオショッピング番組として制作され、『アフタヌーン・パラダイス』に内包される形で放送されていた。

## 放送時間
2008年3月のタイムテーブルを元に作成。
月 - 金
- 15:30-15:35
- 16:30-16:35